# 가와타정
가와타정(川田町)은 도쿠시마현 오에군에 설치되었던 정이다. 현재의 요시노가와시에 해당한다.